# Onex Corporation
Pour les articles homonymes, voir Onex.
Onex Corporation (TSX : OCX) est un fonds d'investissement canadien dont le siège social est à Toronto. Fondé en 1983 par Gerry Schwartz, c'est une entreprise à capital ouvert en 2006. Cependant, Schwartz possède 67,6 % des droits de vote et est son PDG.

## Activités
Dans les années 1980, il a joué un rôle significatif dans le secteur des pièces d'automobile. 
En 2006, il œuvre dans les secteurs des soins de santé, de l'immobilier, des produits électroniques, des salles de cinéma et de l'aéronautique. 
Onex se spécialise dans le rachat, au Canada et aux États-Unis, d'entreprises en difficulté ou sous-évaluées, pour les revendre plus tard avec un généreux bénéfice. Les restructurations passent souvent par une réduction des salaires, des personnels, ainsi que la sous-traitance. Il a souvent acquis la partie manufacturière, souvent coûteuse, d'entreprises en difficulté pour les transformer en unités à coûts réduits. 
Il a affiché son intérêt pour l'industrie du transport aérien en tentant d'acheter en même temps Air Canada et Canadian Airlines, sans succès. 
Il est aussi actif dans le système de santé américain, le divertissement (Cineplex Entertainment, une entreprise opérant des salles de cinéma) ou dans l'aéronautique (Spirit AeroSystems, Hawker Beechcraft).

## Principaux actionnaires
Au 19 mars 2020.
| Gerald Schwartz                        | 11,9% |
| First Manhattan                        | 4,37% |
| RBC Global Asset Management            | 4,04% |
| Capital Research & Management -go-     | 3,92% |
| Caisse de dépôt et placement du Québec | 3,06% |
| Principal Global Investors             | 3,05% |
| The Vanguard Group                     | 2,27% |
| Capital Research & Management -wi-     | 1,83% |
| Beutel, Goodman & Co                   | 1,79% |
| BMO Asset Management                   | 1,64% |

## Faits saillants
- En 1996, il a acheté Celestica, la division manufacturière d'IBM.

- En 2005, il rachète deux divisions de Boeing, au Kansas et en Oklahoma, et crée Spirit AeroSystems, qu'il revend en Bourse en 2006.

- Le 30 juin 2006,  pour environ 800 millions CAD, il acquiert Aon Warranty Group (AWG), une filiale de Aon Corporation et un important fournisseur de garanties prolongées[3].

- En mars 2007, Onex rachète avec Goldman Sachs Capital Partners l'activité aéronautique du groupe de défense américain Raytheon et crée Hawker Beechcraft Corporation, qu'il revend en 2013.

- En septembre 2012, Onex acquiert la société manufacturière allemande Krauss-Maffei pour la somme de 718 millions $ CA[4]

- En juillet 2016, Onex rachète, avec le fonds Baring Private Equity Asia, la division « Intellectual Property & Science » de Thomson Reuters et crée Clarivate_Analytics en octobre [5]

- Le 13 mai 2019, Onex annonce l'acquisition de WestJet pour 5 milliards de dollars[6]. L'opération est achevée le 11 décembre 2019[7].